# سديد (اسم)
سديد هو اسم علم مذكر من أصل عربي، ومعناه هو الصواب صاحب الرأي الصائب المستقيم القاصد إلى الحق، قال تعالى: ﴿يا أيها الذين آمنوا اتقوا الله وقولوا قولًا سديدًا﴾ [ الأحزاب70].

## شخصيات تحمل الاسم
- سديد الدين التزمنتي
- سديد الدين الكازروني (طبيب إيراني، – 1357)
- سديد الدين الكاشغري

## وصلات خارجية
- موسوعة السلطان قابوس لأسماء العرب نسخة محفوظة 5 أبريل 2019 على موقع واي باك مشين.